# マーシャルトン
マーシャルトン (Marshallton) は、アメリカ合衆国ペンシルベニア州ノーサンバーランド郡にある町である。2000年現在の人口は1,437人。

## 地理
マーシャルトンは北緯40度47分15秒、西経76度32分18秒にある。アメリカ国勢調査局によると、マーシャルトンの総面積は2.3km2で、すべて陸地である。

## 人口
2000年の国勢調査によると、マーシャルトンの人口は1,437人であり、640世帯、384家族が居住している。人口密度は 1平方キロメートルあたり637.7人である。756軒の家があり、1平方キロメートルあたり335.5軒の家が建っている。町の人種構成は、99.51%が白人、0.12%が黒人ないしアフリカ系アメリカ人、0.00%がアメリカ先住民、0.00%がアジア人、0.00%が太平洋諸島系、0.07%がその他の人種であり、0.28%は混血である。人口の0.56%はラテン系である。
全世帯の24.5%には18歳未満の子供が同居しており、40.6%は夫婦で一緒に生活している。12.8%は夫のいない女性が世帯主であり、40.0%は独身である。全世帯の35.5%は一人暮らしであり、20.3%が65歳以上である。平均世帯人数は2.22人、平均家族人数は2.82人である。
マーシャルトンの人口は、21.8%が18歳未満、18歳以上24歳以下が5.5%、25歳以上44歳以下が26.2%、45歳以上64歳以下が22.2%、65歳以上が24.3%である。年齢の中央値は43歳である。女性100人に対して男性は90.8人であり、18歳以上の100人の女性に対して男性は85.8人である。
町の1世帯あたりの平均収入は23,173ドルであり、1家族あたりの平均収入は28,679ドルである。男性の平均収入が35,161ドルに対し、女性の平均収入は16,793ドルである。1人あたりの収入は13,135ドルである。人口の14.6%（全家族の9.7%）が極貧層である。18歳以下の住民の15.2%、65歳以上の住民の12.2%は貧しい生活を送っている。